# Somalia en los Juegos Olímpicos de Los Ángeles 1984
Somalia estuvo representada en los Juegos Olímpicos de Los Ángeles 1984 por siete deportistas masculinos que compitieron en atletismo.
El portador de la bandera en la ceremonia de apertura fue el atleta Abdi Bile. El equipo olímpico somalí no obtuvo ninguna medalla en estos Juegos.